# Josef Ziegler (Maler)

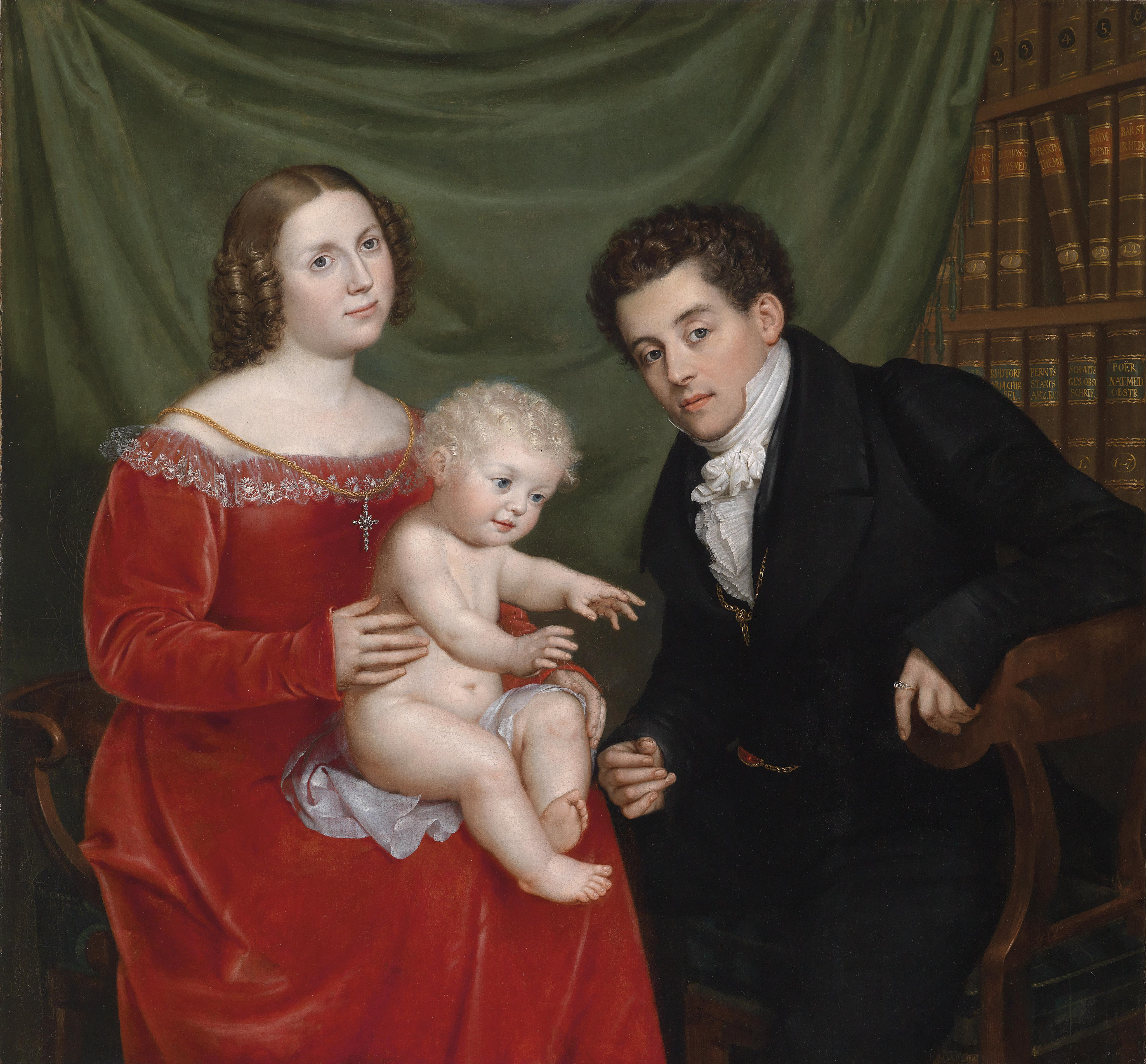
Josef Ziegler: Die Familie Dr. Franz Ritter von Sidorowicz, 1824, Öl auf Leinwand, 118,3 × 126,4 cm

Josef Ziegler (* 1785 in Wien; † 17. August 1852 Wien) war ein österreichischer Maler. Josef Ziegler war ein Maler des Wiener Biedermeier, der Porträts und Genrebilder schuf. Nach Angabe im Österreichischen Weinbuch von 1840 wurde er 1785 in Hofkirchen in Bayern geboren.

## Werke
- Selbstbildnis mit Tochter Johanna, um 1830, Öl auf Leinwand, 81 × 64,7 cm
- Nikolaus I. von Rußland am Sarge Kaiser Franz I. in der Kapuzinergruft am 10. Oktober 1835, 1836, Öl auf Holz, 78,5 × 67,5 cm
- Szene mit Ziegenmilchhändlerin und Lottolosverkäufer außerhalb des Glacis mit Blick auf die Innere Stadt (Wien Museum), 1836, Öl auf Holz